# 6055 Brunelleschi
6055 Brunelleschi è un asteroide della fascia principale. Scoperto nel 1977, presenta un'orbita caratterizzata da un semiasse maggiore pari a 2,1785916 UA e da un'eccentricità di 0,1280710, inclinata di 1,76140° rispetto all'eclittica.